# Cụm sao Sao Biển
Messier 38 hay M38, NGC 1912 hoặc Cụm sao Sao Biển là tên của một cụm sao mở nằm trong chòm sao Ngự Phu. Trước năm 1654, nhà thiên văn học người Ý Giovanni Battista Hodierna đã phát hiện ra và năm 1749 thì nhà thiên văn học người Pháp Guillaume Le Gentil đã chứng minh nó là một vật thể độc lập. Cụm mở Messier 36 và Messier 37 cũng được phát hiện bởi Hodierna rồi sau đó được xếp chung nhóm với Messier 38. Cụm mở này cách Trái Đất của chúng ta khoảng 3480 năm ánh sáng (1,066 kpc).
Nếu nối những ngôi sao sáng nhất của cụm mở này ta được một hình dạng giống chữ Pi trong tiếng Hy Lạp hoặc theo như Webb là một dấu thập bị chếch qua. Nhà thiên văn học nghiệp dư người Mỹ Walter Scott Houston đã mô tả nó như sau: "Những bức ảnh thường cho thấy sự chệch hướng ra khỏi vòng tròn, một bằng chứng rõ ràng cho những vật thể quan sát được bằng mắt. Những báo cáo trước đây hầu như là đề cập nó với hình dạng chữ thập, điều này thì quan sát rất rõ ràng bằng các công cụ nhỏ. Nhưng với một gương phản chiếu loại 24 inch ở một đêm có điều kiện thuận lợi ở Arizona sẽ cho ta thấy nó không đều và không hề tạo thành một hình dạng toán học nào.".
Ước tính tuổi của cụm sao này là 290 triệu năm tuổi. Nó có khoảng 100 ngôi sao và nổi bật nhất là một ngôi sao khổng lồ màu vàng với cấp sao biểu kiến là +7,9 và quang phổ của nó thuộc loại G0 và nó là ngôi sao sáng nhất. Tương ứng với đó là cấp sao tuyệt đối đạt -1,5 và độ sáng của nó tương ứng với 900 mặt trời. Do vậy, nếu mặt trời của chúng ta cách Trái Đất với khoảng cách như vậy thì nó sẽ mờ nhạt.

## Các thành viên
Hiện tại là một số thành viên của cụm sao này:

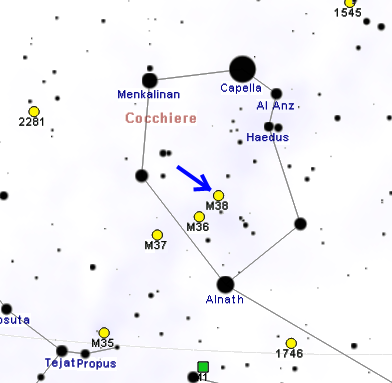
Bản đồ

| Tên               | Right ascension | Độ nghiêng     | Loại quang phổ |
| ----------------- | --------------- | -------------- | -------------- |
| HD 35519          | 05h 26m 54.32s  | +35° 27′ 26.2″ | K2             |
| NGC 1912 HOAG 2   |                 |                | B5II-III       |
| NGC 1912 HOAG 3   |                 |                |                |
| NGC 1912 HOAG 4   | 05h 28m 35.39<s | +35° 52′ 51.2″ | A0V            |
| NGC 1912 HOAG 5   | 05h 28m 50.73s  | +35° 46′ 47.2″ | A0Vn           |
| NGC 1912 HOAG 6   | 05h 28m 10.46s  | +35° 55′ 26.0″ | A0:V           |
| NGC 1912 HOAG 7   | 05h 28m 34.25s  | +35° 53′ 29.7″ | A2V            |
| NGC 1912 HOAG 11  |                 |                |                |
| NGC 1912 HOAG 19  |                 |                | K2IIIb         |
| NGC 1912 HOAG 104 |                 |                | G5III          |
| NGC 1912 SS G2    |                 |                |                |
| NGC 1912 HOAG 128 |                 |                | K0III          |
| NGC 1912 SS G4    |                 |                | A5:V           |
| NGC 1912 HOAG 153 |                 |                | K0V            |
| NGC 1912 SS G3    |                 |                | A3V            |
| NGC 1912 HOAG 160 |                 |                | K1IV           |
| NGC 1912 HOAG 161 |                 |                | G5V            |
| NGC 1912 HOAG 171 |                 |                | G7IV           |
| NGC 1912 HOAG 172 |                 |                |                |

## Dữ liệu hiện tại
Xích kinh 05h 28m 43s
Độ nghiêng +35° 51′ 18″
Khoảng cách 3.480.000 ly (1.066 kpc)
Cấp sao biểu kiến 7,4
Kích thước biểu kiến 21′
Bán kính 4 parsec (13 năm ánh sáng)